# Wetzsteinfelsen

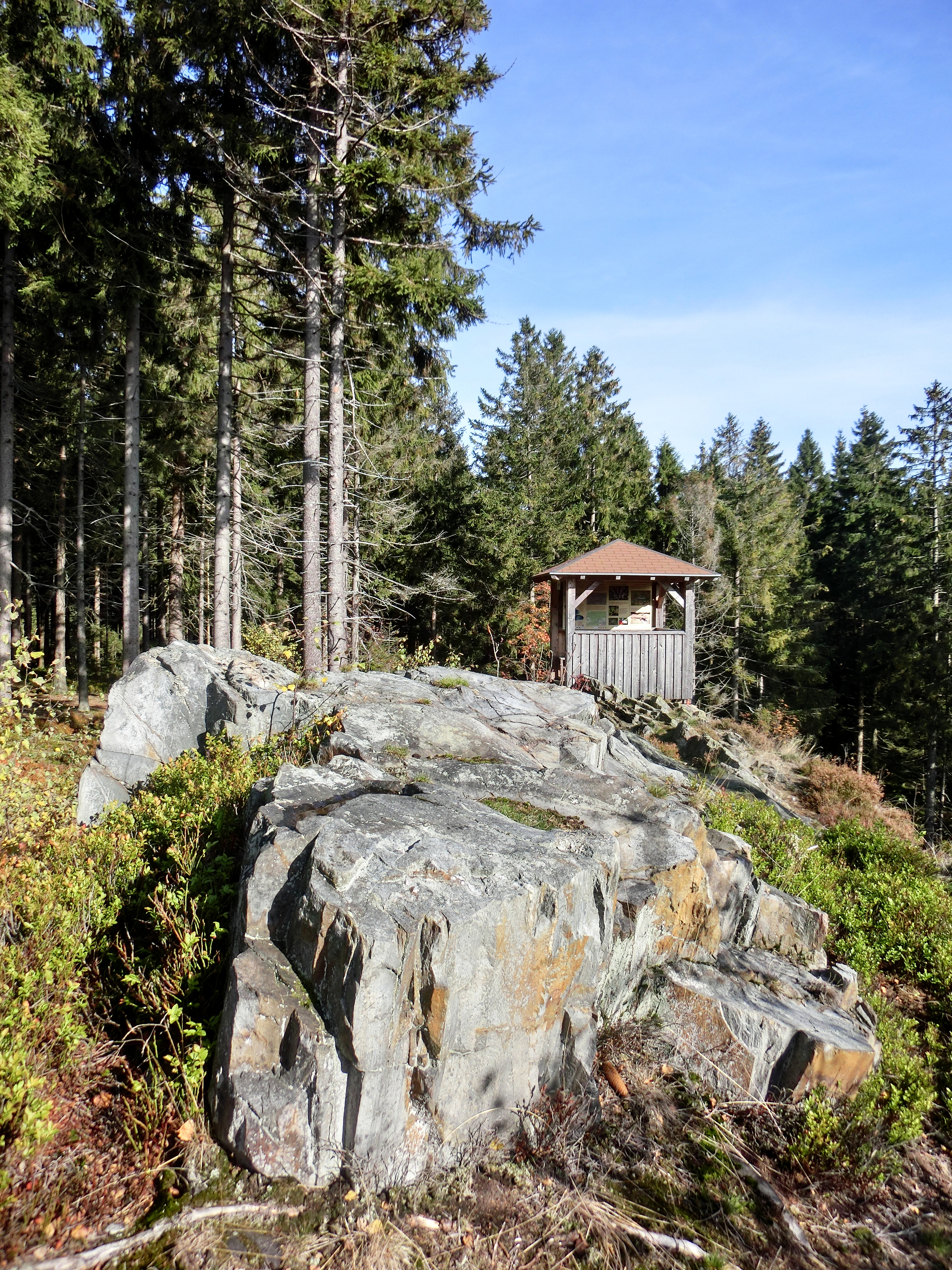
Wetzsteinfelsen

Der Wetzsteinfelsen ist im Fichtelgebirge ein aus Frauenbach-Quarziten bestehende Felsformation mit kleiner Blockhalde in der Hohen Heide, nördlich des Heilklimatischen Kurorts Bischofsgrün im Landkreis Bayreuth. Höhenlage: 798 m ü. NN.

## Geologie
Die Entstehung des Wetzsteinfelsens beginnt vor 495 – 486 Millionen Jahren. Damals lagerten sich vor der Nordküste des Urkontinents Gondwana Schicht um Schicht und hunderte Meter mächtig Tone und Sande ab. Beim Zusammenstoß der Kontinente Gondwana und Laurussia werden durch ungeheure Kräfte aus den Tonen die Phyllite, aus Sanden Quarzite. Jahrmillionen von Jahren haben sie dann freigelegt.

## Wetzsteine
Die Gesteine des Wetzsteinfelsens sind sehr hart und bestehen fast ausschließlich aus mikroskopisch kleinen Quarzkörnern. Sie waren zur Herstellung von Wetzsteinen bestens geeignet. Diese verwendete man zum Schleifen und Schärfen von Werkzeugen, insbesondere von Messern, Sensen und Sicheln.
Wetzsteine müssen hier schon sehr frühzeitig abgebaut worden sein. Heimatforscher Michael Götz bringt 1926 im Archiv für Geschichte von Oberfranken einen Abdruck des Landbuches von Berneck, Gefrees und Goldkronach aus dem Jahr 1536. Bei der Beschreibung der Wälder und Hölzer taucht der Name „Wezstein“ auf. Dies bedeutet, dass um diese Zeit bereits Steinmaterial zur Herstellung von Wetzsteinen genommen wurde.

## Aussichtsfelsen
Vom 798 Meter hoch gelegenen Wetzsteinfelsen hat man einen guten Blick zum Ochsenkopf, dem zweithöchsten Berg des Fichtelgebirges. Der Ortsverein Bischofsgrün des Fichtelgebirgsverein hat 1968 bzw. 2013 einen Aussichtspavillon errichtet, Informationstafeln geben Auskunft über Geologie, Fauna, Flora und über den ehemaligen Markgrafenweg.

## Karten
- Fritsch Wanderkarte Naturpark Fichtelgebirge/Steinwald, Nr. 52